# Indoreonectes neeleshi
Indoreonectes neeleshi — вид коропоподібних риб родини Nemacheilidae. Описаний у 2021 році.

## Назва
Назва виду вшановує індійського іхтіолога Нілеша Даганукара з Індійського інституту наукової освіти та досліджень (IISER) в Пуні (Індія), за його вагомий внесок у розуміння систематики та еволюції індійських прісноводних риб.

## Поширення
Ендемік Індії. Відомий лише у типовому місцезнаходженні — у швидкоплинному прозорому струмку зі кам'янистим субстратом в басейні річки Мула, східній притоці Годаварі у Західних Гатах у штаті Махараштра.